# Huzur, Narlıdere
Huzur là một xã thuộc huyện Narlıdere, tỉnh İzmir, Thổ Nhĩ Kỳ.